# Willamina
Willamina è una città degli Stati Uniti d'America situata nell'Oregon, nella Contea di Yamhill e in parte nella Contea di Polk.